# Championnat de Malaisie de football 1995
Navigation
Saison 1992 Saison 1996
La saison 1995 du Championnat de Malaisie de football est la quatorzième édition de la première division en Malaisie. Le championnat n'est en fait qu'une phase qualificative pour une compétition plus prestigieuse, la Coupe de Malaisie. Les quinze meilleurs clubs d'États engagés affrontent deux fois leurs adversaires, à domicile et à l'extérieur et seuls les dix premiers se qualifient pour la phase finale de la Coupe de Malaisie, disputée sous forme de matchs à élimination directe. Il n'y a ni promotion, ni relégation en fin de saison.
C'est le club de Pahang FA qui termine en tête du classement et qui remporte donc le titre officiel de champion de Malaisie. C'est le troisième titre de l'histoire du club.
Une équipe étrangère, composée de joueurs de Brunei, participe également à la compétition.

## Les clubs participants
| - Brunei FA - Pahang FA - Selangor FA - Kuala Lumpur FA - Terengganu FA - Penang FA - Melaka FA - Perlis FA | - Johor FA - Sabah FA - Sarawak FA - Negeri Sembilan FA - Perak FA - Kedah FA - Kelantan FA |

## Compétition
Le barème de points servant à établir le classement se décompose ainsi :
- Victoire : 3 points
- Match nul : 1 point
- Défaite : 0 point

### Classement
| Rang | Équipe             | Pts | J  | G  | N  | P  | Bp | Bc | Diff |
| ---- | ------------------ | --- | -- | -- | -- | -- | -- | -- | ---- |
| 1    | Pahang FA          | 65  | 28 | 20 | 5  | 3  | 46 | 23 | +23  |
| 2    | Selangor FA        | 54  | 28 | 15 | 9  | 4  | 58 | 34 | +24  |
| 3    | Sarawak FA         | 54  | 28 | 15 | 9  | 4  | 37 | 17 | +20  |
| 4    | Kedah FA           | 45  | 28 | 12 | 9  | 7  | 57 | 39 | +18  |
| 5    | Sabah FAC          | 44  | 28 | 13 | 5  | 10 | 60 | 45 | +15  |
| 6    | Johor FA           | 42  | 28 | 12 | 6  | 10 | 43 | 36 | +7   |
| 7    | Perak FA           | 40  | 28 | 12 | 4  | 12 | 27 | 29 | -2   |
| 8    | Terengganu FA      | 39  | 28 | 12 | 3  | 13 | 43 | 53 | -10  |
| 9    | Brunei FA          | 36  | 28 | 10 | 6  | 12 | 49 | 47 | +2   |
| 10   | Perlis FA          | 32  | 28 | 9  | 5  | 14 | 37 | 46 | -9   |
| 11   | Negeri Sembilan FA | 30  | 28 | 8  | 6  | 14 | 31 | 45 | -14  |
| 12   | Kuala Lumpur FA    | 28  | 28 | 6  | 10 | 12 | 29 | 36 | -7   |
| 13   | Melaka FA          | 26  | 28 | 7  | 5  | 16 | 42 | 65 | -23  |
| 14   | Penang FA          | 24  | 28 | 6  | 6  | 16 | 29 | 56 | -27  |
| 15   | Kelantan FA        | 23  | 28 | 5  | 8  | 15 | 31 | 49 | -18  |

|  | Qualification pour la Coupe d'Asie des clubs champions 1995-1996 et pour la phase finale de la Coupe de Malaisie |
|  | Qualification pour la Coupe des Coupes 1995-1996 et pour la phase finale de la Coupe de Malaisie                 |
|  | Qualification pour la phase finale de la Coupe de Malaisie                                                       |
|  | T : Tenant du titre C : Vainqueur de la Coupe de la Fédération de Malaisie                                       |

## Bilan de la saison
| Championnat de Malaisie de football 1995           |                      |
| Champion                                           | Pahang FA (3e titre) |
| Coupes et trophées                                 |                      |
| Vainqueur de la Coupe de la Fédération de Malaisie | Sabah FA             |
| Qualifications continentales                       |                      |
| Coupe d'Asie des clubs champions 1995-1996         | Pahang FA            |
| Coupe des Coupes 1995-1996                         | Sabah FA             |